# Francisco Cuervo y Valdez
Francisco Cuervo y Valdés (1651-1714) fue un político español que gobernó Nuevo León, Coahuila (1698-1703), Texas (1698-1702) y Nuevo México (1704-1707). Como gobernador de Texas, promovió el establecimiento de misiones. Al llegar a Nuevo México encontró a los colonos y los indios pueblos siendo acosados por apaches y navajos. Fundó una serie de poblados entre los que destaca Albuquerque.

## Primeros años
Cuervo y Valdés nació el 16 de junio de 1651 en Santa María de Grado (en Asturias, España). Su familia era de origen noble. Cuervo y Valdés fue Caballero de Santiago y funcionario de Hacienda en Guadalajara. Emigró a América en 1678.

## Carrera
Allí, fue capitán de infantería y teniente gobernador en Sonora. En 1698, Cuervo se desempeñó también como vicegobernador de Nuevo León y Coahuila (ambos ubicados en el México moderno). También sirvió como el tercer gobernador de Texas desde 1698 hasta 1702.
Bajo su administración se fundaron una serie de misiones: El 26 de octubre de 1698, Cuervo y Valdés llevando consigo a fray Francisco Portoles y otros españoles, fundó la Misión de San Antonio Galindo Moctezuma (actual Abasolo) , en un pequeño valle llamado del Cándamo, unos kilómetros al norte de la confluencia de los ríos Nadadores y Coahuila (hoy río Monclova), sitio donde había abundancia de agua, especialmente aguas termales; en ese lugar está el Ejido Primero de Mayo. 
El 18 de diciembre de ese año, Cuervo y Valdés ordenó que se estableciera la Misión franciscana del Valle de San Bartolomé de Jesús, la que sería llamada como Misión Santísimo Nombre de Jesús de los Peyotes (actual Villa Unión), que fue fundada por el Sargento Mayor Diego Ramón. 
El 24 de junio de 1699 se fundó la Misión de San Juan Bautista en el valle de Santo Domingo (de localización actual imprecisa), en un paraje cerca del río Sabinas. 
En 1700  fray Antonio de Olivares fundó la Misión de San Francisco de Solano (primera fundación en el municipio de Guerrero) siguiendo las órdenes de Cuervo y Valdés, quien le proporcionó, como se hizo con las otras misiones, todos los recursos necesarios para que pudiesen entrar en actividades y así poder cristianizar a la mayor cantidad de indígenas de aquellas regiones. 
En este sentido se habría de fundar la Misión de San Bernardo, de la cual se comenzaron a realizar las obras de edificación, con muros de piedra, en 1703, y cuyos restos se pueden ver, y que están ubicados a orillas del Río Grande del Norte, cercanos a la población de Guerrero.
Cabe señalarse que estas acciones de fundación de misiones franciscanas que tenían como objetivo el lograr la pacificación de los miembros de las diferentes naciones indias, que todavía vivían en el nomadismo, y que se mostraban reacias a someterse a los españoles y por ende los atacaban en forma continua, de hecho Cuervo y Valdés llegó a trasladarse hasta la Ciudad de México para tratar de hablar con el Virrey y lograr su apoyo con recursos, especialmente soldados y armas con lo cuales poder enfrentar a los indígenas, sin embargo y pese a su gran desempeño y esfuerzos no logró ver al Virrey, de hecho se habría de quejar, mediante una carta, con el Obispo de Guadalajara, contándole que no había podido pasar de los pasillos de Palacio, que los funcionarios que rodeaban al Virrey le habían pedido dinero para poderle agendar una entrevista, lo cual no pudo hacer porque no tenía dinero, de esta queja debió enterarse el Virrey, lo cual no fue de su agrado, así que decidió transferir a Cuervo y Valdés a distancia todavía más lejana, como castigo por su osadía de querer desprestigiarlo, esto relativamente desde luego, ya que siendo Cuervo y Valdés miembro de la nobleza, solo se le podía reubicar y dándole otro cargo de importancia.
Esta  decisión de reubicarlo detuvo temporalmente las acciones de realizar más fundaciones de misiones, así que para finales del año de 1704, Cuervo y Valdés fue nombrado Gobernador interino de la Provincia de Nuevo México por el virrey de Nueva España, Don Francisco Fernández de la Cueva Enríquez, Duque de Alburquerque. Así, Cuervo y Valdés tuvo que dejar el gobierno de la Provincia de San Francisco de Coahuila, y pasar a Nuevo México, donde, sin embargo, continuaría su labor de fundar misiones y presidios que las protegieran de la hostilidad de los indígenas nómadas de las numerosas naciones que poblaban la Provincia y de otros territorios, de esta forma asumiría el cargo y el gobierno el 10 de marzo de 1705.  
Al llegar a la provincia, Cuervo y Valdés encontró que las condiciones sociales y políticas de la zona eran muy malas. La continua guerra entre los apaches y los navajos contra los colonos y los indios pueblo. Cuervo y Valdés lideró tropas contra los apaches, pero el número de soldados fue muy pequeño para defender todo el territorio. 
Ante esta situación Cuervo y Valdés envió una carta al Virrey pidiéndole apoyos materiales, económicos, y refuerzos con más milicianos, pero el Virrey no atendió su solicitud. Lo anterior permite deducir que las autoridades virreinales no aceptaban ni aprobaban que un miembro de la nobleza ocupara cargos de importancia, por mucho que el propio Rey lo determinara, de allí lo de haberlo enviado como gobernador a Coahuila y luego a Nuevo México.
Poco después, pidió ayuda a los indios pueblo, quienes aceptaron unirse a sus tropas. Siguió insistiendo al virrey por ropa, armas y suministros para los soldados. Sin embargo, el virrey envió solo una pequeña cantidad de armas y municiones a Nuevo México. 
El 23 de abril de 1706, Cuervo y Valdés fundó la Villa Real de San Francisco de Alburquerque. (ahora Albuquerque) y nombró a la ciudad en honor al Virrey. Cuervo y Valdés ordenó que se estableciera una guarnición española en la ciudad, que estaría habitada inicialmente por apenas treinta y cinco familias. Las familias se asentaron en un terreno ubicado a lo largo del Río Grande.
Cuervo y Valdés repobló varias zonas en Nuevo México, incluido el pueblo de Santa María de Galisteo (antes conocido como pueblo de  Santa Cruz), que estaba poblada por unas dieciocho familias de Tanos. Dejó el cargo en 1707, debido a que el clima, los grandes esfuerzos físicos realizados en sus campañas de guerra contra los indígenas nómadas, le fueron afectando su saud
Francisco Cuervo y Valdés pidió que se le relevara del cargo de Gobernador, para poder pasar a la  la Ciudad de México para atenderse y sanar, sin embargo tenía ya 63 años de edad, lo que en esa época era la edad promedio de vida de las personas, así que sin haberse podido restablecer en su salud, fallecería a mediados del año de 1714. Su cuerpo fue sepultado en el Convento de los Franciscanos, como agradecimiento de los hermanos de esta orden religiosa por todo el apoyo recibido en sus misiones.
| Predecesor: Juan Páez Hurtado          | 34.º Gobernador de Nuevo México 1704 a 1707 | Sucesor: José Chacón Medina Salazar y Villaseñor |
| Predecesor: Gregorio de Salinas Varona | 5.º Gobernador de Coahuila 1698 a 1703      | Sucesor: Mathias de Aguirre                      |
| Predecesor: Gregorio de Salinas Varona | 3.º Gobernador de Texas 1698 a 1702         | Sucesor: Mathias de Aguirre                      |